# Штербец, Николай Кириллович
Николай Кириллович Штербец (07.12.1930—1980) — бригадир садово-виноградарской бригады колхоза «Друмул Ленинист» Котовского района Молдавской ССР, Герой Социалистического Труда (08.04.1971).
Родился 7 декабря 1930 года в селе Карпинены, ныне Котовский район Молдавии. Потомственный виноградарь.
Окончил сельскохозяйственный техникум (1959) и заочно — Кишиневский сельскохозяйственный институт им. М. В. Фрунзе (1966). Член КПСС с 1963 года.
С 1959 года бригадир комплексной садово-виноградарской бригады колхоза «Друмул ленинист» («Ленинский путь») в родном селе.
Внедряя достижения науки и передового опыта, его бригада ежегодно получала высокие урожаи винограда и фруктов.
В 1976 году она вырастила по 102,6 центнера винограда на площади 261 га, в 1977 году — 116 центнеров, что на 36 ц./га больше, чем в среднем по колхозу, и на 66 ц\га больше, чем в среднем по району.
По итогам работы в период семилетки (1959—1965) награждён орденом Ленина. Указом от 08.04.1971 присвоено звание Героя Социалистического Труда.
Умер в 1980 году.